# Últimos fuegos
Últimos fuegos es el quinto libro, y el segundo de cuentos, de la escritora chilena Alejandra Costamagna, publicado por primera vez en julio de 2005 por Ediciones B, en la ciudad de Santiago de Chile. El diseño del libro estuvo a cargo de Francisca Toral, y la fotografía de portada a cargo de Claudio Bertoni. El libro recibió el apoyo del Consejo Nacional del Libro y la Lectura.

## Contenido
El libro está conformado por 16 cuentos, algunos de ellos de alguna manera relacionados entre sí:
1. «Santa Fe»
Dos chilenas de vacaciones perderán su autobús a menos que dejen a una ciega mexicana sola con su equipaje.[2]
2. «Coronas vigilantes»
Un sonámbulo sueña despierto.[3]
3. «La invención del silencio»
Una profesora se reúne con un desconocido poeta enamorado frente a la tumba de su padre.[4]
4. «Cuadras las cosas»
Una mujer pierde la cabeza al pensar en tener un hijo.[5]
5. «Violeta azulado»
Un pianista maduro espía y luego interroga a su joven enamorada infiel.[6]
6. «Bombero en las colinas»
Un joven que acaba de perder a su hijo pasa las penas junto al melancólico cantinero de un bar, bajo un cielo rojo por los incendios.[7]
7. «El tono de un noble»
Un viejo perturbado entra a un bar a saldar cuentas con una mujer con quien cree tiene cuentas que saldar.[8]
8. «Domingos felices»
El pianista maduro conoce a otra mujer y son fugazmente felices hasta un accidente de automóvil en la colina ardiente.[9]
9. «La epidemia de Traiguén»
Una joven viaja a Japón persiguiendo a su exjefe y amante, un vendedor de pollos chilenos, con trágico desenlace.[10]
10. «La faena»
Dos mellizas adolescentes matan a su madre, tras haber huido del incendio de su internado y dejado ir a su tío violador.[11]
11. «Noticias de Japón»
Una pareja despistada pide ayuda a un joven y cancela su paseo de Nochebuena por temor a haber dejado la llave del gas abierta. La noticia de la joven de Japón aumenta la ansiedad.[12]
12. «Champaña»
Una hija junto a su padre probará en un bar del puerto durante Nochebuena su primera copa de champaña, mientras en casa les espera su madre.[13]
13. «El olor de los claveles»
Un hombre casi atropella a una ciclista y en disculpa la invita a un café, donde encuentran a un peligroso vendedor de claveles. La mujer huirá en medio de un nuevo accidente.[14]
14. «Chufa»
Chufa, el joven que en Nochebuena fue a revisar la casa de la pareja despistada, acaba de perder a sus padres en el sur y de llegar a Santiago para instalarse con su tío.[15]
15. «Cigarrillos, el diario, el pan»
Una mujer a la deriva, ausente, sale de casa en busca de su pareja que no ha vuelto de sus compras.[16]
16. «El último incendio»
Una pareja de recién enamorados deja la capital para instalarse con un bar en Retiro, el pueblo de ella. Él abandona su medicación, lo que junto a los celos por el tío de su pareja, la acritud de los lugareños, el insomnio y un incendio inminente, lo van sumergiendo en la locura.[17]

## Premios
- 2016: Premio Altazor de las Artes Nacionales, sección narrativa.[18][19]